# Liwyj Bereh-2 Kijów
Liwyj Bereh-2 Kijów (ukr. Футбольний клуб «Лівий берег-2» (Київ), Futbolnyj Kłub "Liwyj Bereh-2" (Kyjiw)) – filialna drużyna ukraińskiego klubu piłkarskiego Liwyj Bereh Kijów z siedzibą w stolicy kraju, mieście Kijów, grająca od sezonu 2025/26 w Druhiej-lidze.

## Historia
Chronologia nazw:
- 2025: Liwyj Bereh-2 Kijów (ukr. ФК «Лівий берег-2» (Київ))

Druga drużyna piłkarska Liwyj Bereh-2 została założona w Kijowie jako drużyna rezerw klubu Liwyj Bereh Kijów w 2025 roku. Latem 2025 roku klub zgłosił się do rozgrywek Druhiej Lihi i otrzymał status profesjonalny.

## Barwy klubowe, strój, herb, hymn
|  |  |

Klub ma barwy żółto-zielone. Piłkarze domowe spotkania zazwyczaj grają w żółtych koszulkach, żółtych spodenkach oraz żółtych getrach.

## Sukcesy

### Trofea międzynarodowe
Do chwili obecnej klub jeszcze nigdy nie zakwalifikował się do rozgrywek europejskich.

### Trofea krajowe
| \| \| Zdobyte trofea w rozgrywkach Ukrainy (stan na: 31-05-2025) \| |                                                            |      |          |
| Rozgrywki                                                           | Osiągnięcie                                                | Razy | Sezon(y) |
| · Mistrzostwo                                                       | I miejsce                                                  | 0    |          |
| · Mistrzostwo                                                       | II miejsce                                                 | 0    |          |
| · Mistrzostwo                                                       | III miejsce                                                | 0    |          |
| II liga                                                             | I miejsce                                                  | 0    |          |
| II liga                                                             | II miejsce                                                 | 0    |          |
| II liga                                                             | III miejsce                                                | 0    |          |
| Ukraina                                                             | Zdobyte trofea w rozgrywkach Ukrainy (stan na: 31-05-2025) |      |          |

- Druha liha (D3):
  - ?.miejsce (1x): 2025/26 (gr.B)

## Poszczególne sezony

### Rozgrywki międzynarodowe

#### Europejskie puchary
Nie uczestniczył w rozgrywkach europejskich.

### Rozgrywki krajowe
| \| Ukraina \| Bilans występów klubu w rozgrywkach piłkarskich Ukrainy (Stan na 31 maja 2025 r.) \| \| |                                                                                   |        |       |   |   |   |    |    |     |         |        |        |      |
| Poziom                                                                                                | Rozgrywki                                                                         | Sezony | Mecze | Z | R | P | B+ | B– | Pkt | Lata    | Awanse | Spadki | Naj. |
| I | Wyszcza liha / Premier-liha                                                       | 0      |       |   |   |   |    |    |     |         | 0      | 0      |      |
| II | Persza liha                                                                       | 0      |       |   |   |   |    |    |     |         |        |        |      |
| III                                                                                                   | Druha liha                                                                        | 0      |       |   |   |   |    |    |     | od 2025 | 0      | 0      |      |
| IV | Amatorska liha                                                                    | 0      |       |   |   |   |    |    |     |         |        |        |      |
| | Puchar Ukrainy                                                                    | 0      |       |   |   |   |    |    |     |         |        |        |      |
| Ukraina                                                                                               | Bilans występów klubu w rozgrywkach piłkarskich Ukrainy (Stan na 31 maja 2025 r.) |        |       |   |   |   |    |    |     |         |        |        |      |

## Piłkarze, trenerzy, prezydenci i właściciele klubu

### Piłkarze

#### Aktualny skład zespołu
Klub ma wspólną listę zawodników na sezon z pierwszą drużyną Liwego Berehu Kijów.

### Trenerzy
- od 01.07.2025:  Wiaczesław Niwinski

## Struktura klubu

### Stadion
Drużyna rozgrywa swoje mecze domowe w masywie Młynowo na obrzeżach Kijowa (obok osiedla Osokorki) na stadionie Liwyj Bereh, który może pomieścić 1372 widzów i został otwarty 3 lipca 2020 w dzielnicy Osokorki na lewym brzegu Dniepra.

## Kibice i rywalizacja z innymi klubami

### Derby
- Atłet Kijów
- Rebel Kijów